# Hiéroglyphe égyptien S34
Ne doit pas être confondu avec Ânkh, ♀ ou Croix-de-Vie.
Pour les articles homonymes, voir Ankh et Croix de vie.

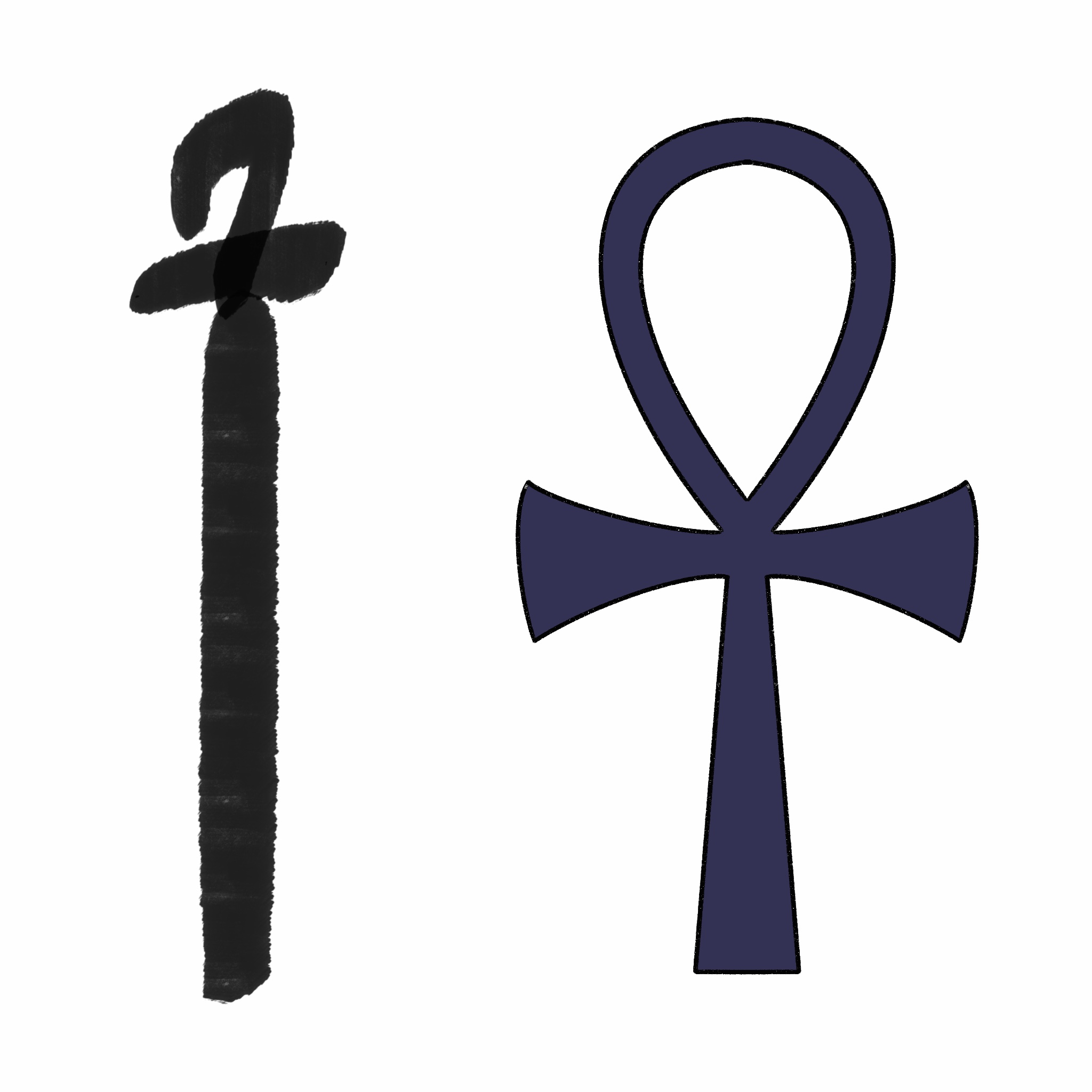
Version hiératique et hiéroglyphique

La croix Ânkh, croix ansé ou croix de vie, en hiéroglyphes égyptiens, est classifiée dans la section S « Couronnes, vêtements, sceptres, etc. » de la liste de Gardiner ; cet hiéroglyphe y est noté S34.

## Représentation
Il représente très probablement une lanière pour sandale. Il est translittéré ˁnḫ.

## Utilisation
| S34 | Z1 |

| S34 | Z1 |

| S34 | / | S34 | Z1 · N34 |

| S34 | / | S34 | Z1 · N34 |

| S34 | / | S34 | Z1 · N34 |

| S34 | / | S34 | Z1 · N34 |

| S34 | / | S34 | n · x |

| S34 | / | S34 | n · x |

C'est un phonogramme trilitère de valeur ˁnḫ.
Son utilisation symbolique est, comme le nœud Tyet ou le pilier Djed, beaucoup plus répandue que son utilisation dans la langue, car étant communément rattaché à la vie.

## Exemples de mots
| S34 | n · x | A2 |

| S34 | n · x | A2 |

| s | S34 | n · x | A1 |

| s | S34 | n · x | A1 |

| S34 | n · x · t | E31 |

| S34 | n · x · t | E31 |